# King's College (Wilkes-Barre)
Il King's College è un'università privata di indirizzo cattolico con sede a Wilkes-Barre, nello stato americano della Pennsylvania.
Fu fondato nel 1946 dai padri e dai fratelli della Congregazione di Santa Croce provenienti dalla University of Notre Dame.